# Zoltan Lunka
Zoltan Lunka (* 22. Mai 1970 in Miercurea Nirajului, Rumänien) ist ein Boxtrainer und ehemaliger Boxer im Fliegengewicht, der im Laufe seiner Karriere für Rumänien, Österreich und Deutschland an den Start ging. Für Deutschland wurde er 1995 in Berlin Weltmeister und gewann bei den Olympischen Sommerspielen 1996 in Atlanta eine Bronzemedaille.

## Amateurkarriere
Zoltan Lunka wurde 1987 Rumänischer Juniorenmeister im Halbfliegengewicht und gewann 1988 die Silbermedaille im Fliegengewicht bei der Junioren-Europameisterschaft in Danzig, nachdem er im Finale knapp mit 2:3 gegen den Deutschen Markus Beyer unterlegen war. 1989 gewann er noch Bronze bei der Rumänischen Meisterschaft der Erwachsenen.
Im Anschluss schien er als Starter unter österreichischer Flagge auf, gewann das Praterfest-Turnier 1992 in Wien, sowie den Chemiepokal in Halle (Saale) der Jahre 1993 und 1994. Er schlug dabei in beiden Finalkämpfen Myrko Schade.
Ab 1994 boxte er für Deutschland, wo er bereits für den SV Halle in der 1. Bundesliga aufgetreten war. Er lebte in Schriesheim und boxte beim dortigen KSV Schriesheim. 1994 und 1995 wurde er Deutscher Meister, gewann mit einem erneuten Finalsieg gegen Myrko Schade den Chemiepokal 1995 und startete bei der Weltmeisterschaft 1995 in Berlin, wo er sich im Fliegengewicht gegen Soner Karagöz aus der Türkei, Kikmatulla Achmedow aus Usbekistan, Lernik Papjan aus Armenien, Raúl González aus Kuba und Bolat Schumadilow aus Kasachstan durchsetzen konnte und der einzige deutsche Goldmedaillengewinner dieser WM werden konnte.
1996 unterlag er im Finale des Chemiepokal gegen Bolat Schumadilow und im Viertelfinale der Europameisterschaft in Vejle gegen den späteren russischen Goldmedaillengewinner Albert Pakejew.
Als amtierender Weltmeister konnte er an den Olympischen Sommerspielen 1996 in Atlanta teilnehmen und gewann eine Bronzemedaille im Fliegengewicht; nach Siegen gegen den Mexikaner Martín Castillo, den Indonesier Hermensen Ballo und den Algerier Mehdi Assous, war er im Halbfinale mit 18:23 erneut gegen Bolat Schumadilow unterlegen. 1996 wurde Lunka für seine sportlichen Verdienste vom damaligen Bundespräsidenten Roman Herzog das Silberne Lorbeerblatt verliehen.

## Profikarriere
Zoltan Lunka boxte als Profi von November 1996 bis März 2001 und stand beim Hamburger Boxstall Universum Box-Promotion unter Vertrag. Nach 22 Kämpfen mit 21 Siegen boxte er am 24. März 2001 in München um die WBO-Weltmeisterschaft im Fliegengewicht, verlor jedoch durch TKO in der siebenten Runde gegen den mexikanischen Titelträger Fernando Montiel.

## Trainertätigkeit
Lunka wurde nach seiner Wettkampfkarriere Bundestrainer für Boxen am Olympiastützpunkt Rhein-Neckar in Heidelberg. Ab 2018 übernahm er auch das Training des Profiboxers Vincent Feigenbutz.
2016 wurde er vom KSV Schriesheim mit der goldenen Verdienstnadel ausgezeichnet.

## Sonstiges
Lunka ist als Sohn einer ungarischstämmigen Mutter und eines deutschstämmigen Vaters in Rumänien geboren, wobei er den Nachnamen seiner Mutter trägt. Am 30. September 1994 erhielt er die deutsche Staatsbürgerschaft.